# Tototzin
Tototzin är en ort i Mexiko.   Den ligger i kommunen Quimixtlán och delstaten Puebla, i den sydöstra delen av landet, 210 km öster om huvudstaden Mexico City. Tototzin ligger 1 658 meter över havet och antalet invånare är 213.
Terrängen runt Tototzin är kuperad åt sydost, men åt nordväst är den bergig. Tototzin ligger nere i en dal. Runt Tototzin är det tätbefolkat, med 266 invånare per kvadratkilometer. Närmaste större samhälle är Tlanalapan, 15,9 km väster om Tototzin. I omgivningarna runt Tototzin växer i huvudsak blandskog.